# Cheilopallene coralliophila
Cheilopallene coralliophila är en havsspindelart som beskrevs av Müller, H.-G. 1992. Cheilopallene coralliophila ingår i släktet Cheilopallene och familjen Callipallenidae. Inga underarter finns listade i Catalogue of Life.